# Еди Чийвър
Едуард „Еди“ МакКей Чийвър, младши е пилот от Формула 1 и КАРТ сериите.
Роден е на 10 януари 1958 година в град Финикс, Аризона, САЩ. Той участва в 132 състезания във Формула 1, повече от всеки друг американски пилот, като се състезава за девет различни екипа.